# U 19 (1936)
El U 19 o Unterseeboot 19 fue un submarino alemán de la Kriegsmarine, correspondiente al Tipo IIB, usado en la Segunda Guerra Mundial desde distintas bases alemanas hasta que fue echado a pique por su tripulación el 11 de septiembre de 1944. En sus veinte patrullas de combate, logró hundir 15 buques, con un registro bruto combinado de 35 872 toneladas, uno de ellos era un buque de guerra con un desplazamiento de 441 toneladas.

## Construcción
Se ordenó iniciar la construcción del pequeño submarino costero U 19 el 2 de febrero de 1935, tras lo cual su quilla fue puesta sobre las gradas de los astilleros F. Krupp Germaniawerft AG de Kiel el 20 de julio de 1935. Fue botado al agua el 21 de diciembre de 1935 y tras la finalización de sus obras, fue entregado a la Kriegsmarine el 16 de enero de 1936, que lo puso bajo las órdenes del Kapitänleutnant Viktor Hermann Otto Ludwig Paul Ferdinand Schütze.

## Historial
Tras ser entregado a la Kriegsmarine, fue asignado a la Unterseebootsflottille Weddigen, con base en Kiel, donde inicialmente realizó labores de entrenamiento de tripulaciones, y con la que realizó sus primeras patrullas de combate al inicio de la contienda mundial.
En su primera patrulla de combate, partió el 25 de agosto de 1939 desde Wilhelmshaven al mando de Hans Meckel para patrullar en aguas al este de Escocia. Al no encontrar ningún buque enemigo, volvió a Kiel el 15 de septiembre de 1939. El mismo resultado obtuvo en su segunda patrulla de combate en las mismas aguas entre el 27 de septiembre de 1939 y el 1 de octubre de 1939.
Volvió a zarpar desde su base de Kiel el 14 de octubre de 1939, también bajo las órdenes de Hans Meckel, y de nuevo con rumbo a las aguas situadas al este de Escocia, donde desplegó 9 minas cerca de Inner Dowsing, que hundirían tres buques aliados en los días siguientes. Tras el despliegue de las minas, retornó a Alemania el 18 de octubre de 1939. El 14 de noviembre de 1939, partió en su cuarta patrulla de combate con rumbo de nuevo al este de Escocia bajo el mando de Wilhelm Müller-Arnecke. Tras desplegar 9 minas al este de Aberdeen, que hundirían un buque algunos días después, retornó a su base el 20 de noviembre.

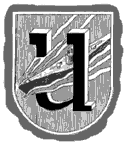
Emblema de la 1.ª Unterseebootsflottille.

En enero de 1940 fue asignado a la 1.ª Unterseebootsflottille, con base en Kiel, y manteniendo su condición de buque de combate. El 4 de enero de 1940, zarpó en su quinta patrulla de combate desde Kiel al mando de Joachim Schepke con órdenes de operar al noroeste de Escocia. Tras hundir un buque noruego, regresó a Kiel el 12 de enero de 1940, desde donde partió en su sexta patrulla de combate el 18 de enero con el mismo mando con rumbo al mar del Norte, en la cual hundió a cuatro buques, tras lo cual volvió el 28 de enero a Wilhelmshaven.
Su séptima patrulla transcurrió entre el 14 y el 26 de febrero entre las Islas Orcadas y las Islas Shetland, sin que tuviese contactos con buques enemigos.
El 14 de marzo de 1940, zarpó desde Wilhelmshaven bajo el mando de Joachim en su octava patrulla con rumbo al mar del Norte, donde tras hundir cuatro buques, retornó a su base el 23 de marzo de 1940. Su novena patrulla, con el mismo mando, puerto de salida y destino, discurrió sin novedad entre el 3 y el 23 de abril de 1940.
En junio de 1940, fue destinado a la 1.ª flotilla de entrenamiento, con base en Danzig, al mes siguiente, a la 24.ª Unterseebootsflottille, también con sede en Danzig, y en diciembre de 1940, a la  22.ª Unterseebootsflottille, con base en Gotenhafen. En estos tres destinos, cumplió funciones de buque escuela, con la misión de formar a las tripulaciones de los submarinos que participaron posteriormente en la Batalla del Atlántico.
En marzo de 1942, fue parcialmente desmontado, transportado primero por el sistema de canales y posteriormente por carretera hasta el mar Negro, conde fue vuelto a dar de alta el 9 de noviembre de 1942 en Galato, tras lo cual quedó asignado a la 30.ª Unterseebootsflottille con sede en Constanza en noviembre de 1942.
En su décima patrulla de combate el 21 de enero de 1943 partió desde Constanza bajo el mando de Hans-Ludwig Gaude. El 13 de febrero fue atacado junto al CL 66 por un avión no identificado, siendo levemente dañado. El 19 de febrero, retornó a su base. Tras realizar reparaciones, volvió a zarpar el 17 de marzo, sin que en su undécima patrulla se produjeran contactos con buques enemigos, por lo que retornó el 30 de marzo. Situación que se repitió en la duodécima entre el 14 de abril de 1943 y el 4 de mayo de 1943.
En su decimotercera patrulla de combate, volvió a partir de su base en Constanza bajo el mismo mando el 10 de junio de 1943. El 30 de junio, fue atacado por un avión no identificado cuando navegaba junto al CL 96. Regresó a su base el 10 de julio. Su decimocuarta patrulla discurrió sin novedad entre el 25 de julio y el 24 de agosto, al igual que la decimoquinta entre el 11 de noviembre y el 24 de agosto y la decimosexta entre el 11 de noviembre y el 2 de diciembre.
En su decimosexta patrulla, zarpó de Constanza el 22 de diciembre de 1943 al mando de Willy Ohlenburg y retornó a su base sin reportar novedades el 19 de enero de 1944. Tampoco reportó enfrentamientos con buques enemigos en las dos patrullas siguientes, la decimoséptima entre el 10 de febrero de 1944 y el 7 de marzo de 1944 y la decimoctava entre el 10 de abril de 1944 y el 6 de mayo de 1944. En su decimonovena patrulla, también con Willy Ohlenburg al mando, partió el 6 de junio de 1944, y tras hundir un buque soviético, retornó a su base el 8 de julio de 1944.
En la que fue su última patrulla de combate, volvió a zarpar desde Constanza, esta vez a las órdenes de Hubert Verpoorten el 25 de agosto de 1944, y tras hundir un buque de guerra soviético, volvió a su base el 10 de septiembre de 1944.

## Buques hundidos
| Fecha                   | Buque                     | Nacionalidad | Tonelaje | Destino          |
| ----------------------- | ------------------------- | ------------ | -------- | ---------------- |
| 21 de octubre de 1939   | Capitaine Edmond Laborie  | francés      | 3087 t   | Hundido por mina |
| 21 de octubre de 1939   | Deodata                   | noruego      | 3295 t   | Hundido por mina |
| 24 de octubre de 1939   | Konstantinos Hadjipateras | griego       | 5962 t   | Hundido por mina |
| 18 de noviembre de 1939 | Carica Milica             | yugoslavo    | 6371 t   | hundido por mina |
| 9 de enero de 1940      | Manx                      | noruego      | 1343 t   | Hundido          |
| 23 de enero de 1940     | Baltanglia                | británico    | 1523 t   | Hundido          |
| 23 de enero de 1940     | Pluto                     | noruego      | 1598 t   | Hundido          |
| 25 de enero de 1940     | Gudveig                   | noruego      | 1300 t   | Hundido          |
| 25 de enero de 1940     | Everene                   | británico    | 4434 t   | Hundido          |
| 19 de marzo de 1940     | Charkow                   | danés        | 1026 t   | Hundido          |
| 19 de marzo de 1940     | Minsk                     | danés        | 1229 t   | Hundido          |
| 20 de marzo de 1940     | Viking                    | danés        | 1153 t   | Hundido          |
| 20 de marzo de 1940     | Bothal                    | danés        | 2109 t   | Hundido          |
| 27 de junio de 1944     | Barzha                    | soviético    | 1000 t   | Hundido          |
| 2 de septiembre de 1944 | Vzryv (BTSC-410)          | soviético    | 441 t    | Hundido          |

## Destino
Costanza fue evacuada el 25 de agosto de 1944. Turquía rechazó una oferta de venta por el U 19, el cual fue posteriormente echado a pique cerca de Erekli, Turquía, el 10 de septiembre de 1944. El primer teniente Hubert Verpoorten fue internado junto con tres miembros de su tripulación ese mismo día.
El 3 de febrero de 2008, el Daily Telegraph dio la nocicia de que el U 20 y el U 23 habían sido descubiertos por Selçuk Kolay, un ingeniero naval turco, el cual piensa que el U 19 debe encontrarse cerca de unos 500 metros de profundidad a unas tres millas de la ciudad turca de Zonguldak.

## Comandantes
| Empleo                                  | Nombre                                            | Desde                    | hasta                    |
| --------------------------------------- | ------------------------------------------------- | ------------------------ | ------------------------ |
| Kapitänleutnant                         | Viktor Hermann Otto Ludwig Paul Ferdinand Schütze | 16 de enero de 1936      | 30 de septiembre de 1937 |
| Kapitänleutnant                         | Hans Meckel                                       | 30 de septiembre de 1937 | 1 de noviembre de 1939   |
| Kapitänleutnant                         | Wilhelm Müller-Arnecke                            | 2 de noviembre de 1939   | 2 de enero de 1940       |
| Kapitänleutnant                         | Gustav Wilhelm Joachim Schepke                    | 3 de enero de 1940       | 30 de abril de 1940      |
| Oberleutnant                            | Wilfried Prellberg                                | 1 de mayo de 1940        | 19 de junio de 1940      |
| Kapitänleutnant                         | Peter Lohmeyer                                    | 26 de junio de 1940      | 20 de octubre de 1940    |
| Oberleutnant ascendió a Kapitänleutnant | OL ~ KL Wolfgang Kaufmann                         | 21 de octubre de 1940    | 8 de noviembre de 1940   |
| Kapitänleutnant                         | Rudolf Schendel                                   | 8 de noviembre de 1940   | 31 de mayo de 1941       |
| Oberleutnant                            | Gerhard Litterscheid                              | 1 de junio de 1941       | 16 de diciembre de 1941  |
| Oberleutnant                            | Hans-Ludwig Gaude                                 | 16 de diciembre de 1941  | febrero de 1942          |
| Oberleutnant                            | Hans-Ludwig Gaude                                 | febrero de 1942          | 30 de abril de 1942      |
| Oberleutnant ascendió a Kapitänleutnant | Hans-Ludwig Gaude                                 | 1 de octubre de 1942     | 2 de diciembre de 1943   |
| Oberleutnant                            | Willy Ohlenburg                                   | 3 de diciembre de 1943   | 6 de septiembre de 1944  |
| Leutnant ascendió a Oberleutnant        | Hubert Verpoorten                                 | 6 de septiembre de 1944  | 10 de septiembre de 1944 |